# Châteauneuf-sur-Isère
Châteauneuf-sur-Isère este o comună în departamentul Drôme din sud-estul Franței. În 2009 avea o populație de 3.707 de locuitori.

## Evoluția populației
| An        | 1975  | 1982  | 1990  | 1999  | 2006  | 2009  |
| --------- | ----- | ----- | ----- | ----- | ----- | ----- |
| Populație | 2.012 | 2.591 | 3.031 | 3.285 | 3.584 | 3.707 |